# Annotation automatique d'images
Pour les articles homonymes, voir Annotation.
 (décembre 2023).
Si vous disposez d'ouvrages ou d'articles de référence ou si vous connaissez des sites web de qualité traitant du thème abordé ici, merci de compléter l'article en donnant les références utiles à sa vérifiabilité et en les liant à la section « Notes et références ».
L'annotation automatique d'images est le procédé par lequel un système informatique assigne automatiquement une légende ou des mots clés à une image numérique. Cette application des techniques issues de la vision par ordinateur est utilisée dans les systèmes de recherche d'images pour organiser et retrouver des images d'intérêts dans une base de données.
Cette méthode peut être considérée comme un type de classification d'images multi-classe avec un très grand nombre de classes - de la taille du vocabulaire utilisé.
Typiquement, l'image est d'abord analysée par l'extraction de vecteurs de descripteurs, et les mots pour l'apprentissage de l'annotation sont utilisés avec des techniques d'apprentissage automatique pour pouvoir affecter automatiquement des annotations à de nouvelles images.
Les premières méthodes dans le domaine apprenaient les corrélations entre les descripteurs d'images et les annotations, puis des techniques utilisant des méthodes issues de la traduction automatique ont vu le jour, permettant de faire une traduction entre le vocabulaire textuel, et ce qu'on considérait comme un vocabulaire visuel, où chaque mot serait un groupe de régions similaires, obtenues par regroupement (clustering).
D'autres travaux utilisent par exemple des approches de classification ou des modèles de pertinences.
Les avantages de l'annotation automatique d'images par rapport à la recherche d'image par le contenu (CBIR) sont que les requêtes peuvent être spécifiées plus naturellement par l'utilisateur, sous forme de requête textuelle. Dans les systèmes de CBIR, l'utilisateur doit rechercher les images par des concepts tels que la couleur ou la texture, ou alors doit donner une image exemple pour laquelle il souhaite trouver des images similaires.
Les méthodes traditionnelles de recherche d'images, telles que celles utilisées par les documentalistes, reposent fortement sur les annotations manuelles d'images, ce qui est très coûteux en temps et en argent, et devient impossible étant donné la taille et la croissance des bases de données d'images actuellement existantes.